# Vivek Shauq
Vivek Shauq (21 de junho de 1963 - 10 de janeiro de 2011) foi um ator, comediante, escritor e cantor indiano, tendo atuado em filmes, televisão e teatro.